# 신영초등학교 (경기)
신영초등학교는 대한민국 경기도 수원시 영통구에 있는 공립 초등학교이다.

## 학교 연혁
- 1997. 01. 14 신영초등학교 설립인가
- 1997. 10. 29 초대 홍길선 교장 부임
- 1997. 11. 30 신영초등학교 건물 준공
- 1997. 12. 01 개교 6학급 편성
- 1997. 12. 29 신영초등학교 병설유치원 설립인가
- 1998. 02. 14 제1회 졸업식
- 1998. 03. 10 신영초등학교 병설유치원 1학급편성 입원식
- 1998. 09. 25 5층 12개 교실 및 조리실 증축 준공
- 2000. 11. 30 8개교실 증축준공
- 2003. 07. 30 구령대 및 스탠드, 운동장 차양막 완공
- 2004. 02. 28 전교실 냉난방시설
- 2005. 10. 20 컴퓨터 1실 리모델링(컴퓨터 교체)
- 2005. 11. 20 4층 컴퓨터실 현대화
- 2007. 02. 28 3층 영어교실 완공
- 2007. 12. 21 방송실 방송기기 교체 및 리모델링
- 2007. 03 ~ 2009. 02 경기도 교육청 지정 자율장학 모델중심학교운영
- 2008. 01. 04 좌.우 현관 캐노피 완공
- 2008. 03. 10 음악실 방음벽 조성
- 2008. 05. 30 학교 숲 조성
- 2008. 08. 13 창문 안전 휀스 설치
- 2008. 08. 30 제2과학실 리모델링
- 2008. 11. 15~2009. 02. 23 인조잔디 운동장 조성
- 2008. 11. 26 경기도 교육청 지정 자율장학 모델학교 운영 보고회
- 2008. 12. 12 경기도 열린학교 홈페이지 한마당 축제 금상 수상(교육감)
- 2008. 12. 20 교내자율장학 및 장학지원 우수학교 표창(교육감)
- 2009. 06. 15 5층 컴퓨터실 현대화
- 2009. 06. 29~2009. 08. 26 화장실 리모델링
- 2009. 12. 01 경기도 열린학교 홈페이지 한마당 축제 은상 수상(교육감)
- 2009. 12. 10 교육공동체 모두가 행복한 학교 표창(교육감)
- 2011. 01. 24 도서실 리모델링 완공
- 2012. 01. 26 4츰 컴퓨터실 현대화
- 2012. 02. 10 장애인용 승강기 설치공사
- 2013. 03. 01 유치원 1학급 증설(병설유치원 2학급 편성)
- 2013. 09. 01 교실 플로링(마루) 설치
- 2014. 03. 01 돌봄교실 2학급 증설(돌봄교실 3학급 편성)
- 2014. 03. 03 전교생 ‘하모니카’ 지도(주 1시간)
- 2014. 04. 17 신영-드림 과학체험의 날
- 2014. 12. 15 다목적체육관(강당) 신축예산(24억) 확정
- 2015. 02. 13 제18회 졸업식 및 종업식(117명 졸업)
- 2015. 03. 01 2015학년도 30학급 편성(유치원3학급,특수학급1학급)
- 2015. 03. 01 제7대 윤태호 교장선생님 부임
- 2015. 03. 02 2015 혁신공감학교 및 7560+운동 선도학교 운영
- 2015. 03. 17 학부모 총회
- 2015. 04. 15 신영드림 과학축제
- 2015. 05. 01 어린이날 기념 체육대회
- 2015. 05. 20 학교공개의 날
- 2015. 09. 14.~18 폭력없는 행복한 학교만들기
- 2015. 10. 16 독서한마당
- 2015. 11. 25 학예회
- 2016. 02. 04 종업식 및 졸업식 (남62, 여60명 총 122명, 총누계 3303명 졸업
- 2016. 03. 02 2016 혁신공감학교 운영
- 2016. 11. 23 학급학예회
- 2017. 01. 04 제20회 졸업식(103명, 총누계 3,496명 졸업)

## 참고 자료
- 신영초등학교 - 한국교육학술정보원 학교알리미